# فرانك إي. هيل
فرانك إي. هيل (بالإنجليزية: Frank E. Hill)‏ هو عسكري أمريكي، ولد في 1850 في Mayfield, Wisconsin ‏ في الولايات المتحدة، وتوفي في 29 مارس 1906 في Manhattan, Nevada ‏ في الولايات المتحدة.